# José Gabriel Calderón Contreras
José Gabriel Calderón Contreras (ur. 15 lipca 1919 w Bogocie, zm. 15 marca 2006 w Cartago) – kolumbijski duchowny katolicki, biskup.
Święcenia kapłańskie otrzymał 8 listopada 1942. W grudniu 1958 został mianowany biskupem pomocniczym Bogoty, ze stolicą tytularną Victoriana, sakrę biskupia przyjął 6 stycznia 1959 z rąk kardynała Paolo Giobbe (byłego nuncjusza w Kolumbii). W kwietniu 1962 został przeniesiony na biskupa ordynariusza nowej diecezji Cartago (wydzielonej z diecezji Cali). Stał na czele diecezji do kwietnia 1995, kiedy złożył rezygnację w związku z osiągnięciem wieku emerytalnego.